# يو جونغ
يو جونغ (بالصينية: 尤勇) هو ممثل صيني، ولد في 13 ديسمبر 1963 بشيان في الصين. من الجوائز التي نالها جائزة المئة زهرة لأفضل ممثل مساعد ‏ سنة 2000.

## جوائز وترشيحات
جوائز
- جائزة المئة زهرة لأفضل ممثل مساعد [الإنجليزية]‏ (2000)

ترشيحات
- Golden Rooster Award for Best Supporting Actor [الإنجليزية]‏ (1992)

## وصلات خارجية
- يو جونغ على موقع IMDb (الإنجليزية)
- يو جونغ على موقع ألو سيني (الفرنسية)
- يو جونغ على موقع ألو سيني (الفرنسية)
- يو جونغ على موقع أول موفي (الإنجليزية)
- يو جونغ على موقع قاعدة بيانات الفيلم (الإنجليزية)
- يو جونغ على موقع كينوبويسك (الروسية)